# Swineshead (Lincolnshire)
Swineshead – wieś w Anglii, w hrabstwie Lincolnshire, w dystrykcie Boston. Leży 41 km na południowy wschód od Lincoln i 160 km na północ od Londynu.